# Mohamed Aissaoui
Mohamed Aissaoui is een paralympisch atleet uit Algerije uit de T46 categorie. 

## Loopbaan
Aissaoui nam op de Paralympische Spelen van 2000 deel aan de 800 m, de 1500 m en de 5000 m. 
Vier jaar later deed hij op de Paralympische Spelen van Athene aan dezelfde onderdelen mee, waarbij hij op de 1500 m brons won. 
In 2008 werd hij tijdens de Paralympische Spelen in Peking op dit laatste onderdeel dertiende.

## Palmares

### 1500 m T46
- 2004:  Paralympische Spelen - 4.02,06
- 2008: 13e Paralympische Spelen - 4.11,53